# Theope amicitiae
Theope amicitiae is een vlindersoort uit de familie van de prachtvlinders (Riodinidae), onderfamilie Riodininae.
Theope amicitiae werd in 1998 beschreven door Hall, J, Gallard & Brévignon.